# پت (تورنتو)
پت (انگلیسی: Path) شبکه‌ای از تونل‌های زیرزمینی عابر پیاده، گذرگاه‌های مرتفع، و مسیرهای پیاده‌روی درجه یک است که برج‌های اداری مرکز شهر تورنتو، انتاریو، کانادا را به هم متصل می‌کند. بیش از ۷۰ ساختمان را از طریق ۳۰ کیلومتر (۱۹ مایل) تونل، مسیرهای پیاده‌روی و مناطق خرید به هم متصل می‌کند. طبق رکوردهای جهانی گینس، پت بزرگترین مجتمع خرید زیرزمینی در جهان است، با ۳۷۱۶۰۰ متر مربع (۴۰۰۰۰۰۰ فوت مربع) فضای خرده فروشی که شامل بیش از ۱۲۰۰ مغازه خرده فروشی (۲۰۱۶) است. از سال ۲۰۱۶، بیش از ۲۰۰۰۰۰ ساکن و کارگر روزانه از سیستم پت استفاده می‌کنند که تعداد خانه‌های خصوصی در فاصله پیاده‌روی ۳۰۱۱۵ است.